# Faustino Zugno
Faustino Zugno (Travagliato, 6 dicembre 1914 – 9 dicembre 1975) è stato un politico e funzionario italiano.

## Biografia
Esponente della Democrazia Cristiana, ricoprì la carica di deputato per due legislature, venendo eletto alle politiche del 1958 (43.470 preferenze) e alle politiche del 1963 (37.599 preferenze).
In occasione delle politiche del 1968 fu eletto al Senato per il collegio di Chiari, ove fu riconfermato alle politiche del 1972.
Morì nel corso del mandato parlamentare; gli subentrò Leonello Zenti.